# Cyberpsychologie
Die Cyberpsychologie (auch Internetpsychologie, Computerpsychologie oder Webpsychologie) ist ein Teilgebiet der Medienpsychologie und befasst sich mit dem psychologischen Verhalten und Prozessen in digitalen Welten, im Besonderen mit dem Internet. Ein Unterpunkt ist die Computerspielpsychologie, die sich mit den psychologischen Prozessen und Auswirkungen von Computerspielen befasst.

## Themengebiete
- Identitäts- und Persönlichkeitsentwicklung (zum Beispiel der Aufbau eines Alter Ego und der Wechsel zwischen einer Person des Internets und einer Person des Real Life, Anonymität im Internet, Aufgabe der Privatsphäre, soziale Vergleiche mit anderen, Selbstdarstellung und -inszenierung, E-Partizipation und der Aufbau von Selbstbewusstsein oder Selbstzweifeln durch die Nutzung des Internets)
- Auswirkungen auf kognitive Fähigkeiten wie Intelligenz, Aufnahmefähigkeit, Gedächtnis oder Lernfähigkeit (z. B. durch den Einsatz und Einfluss von Computerspielen)

- Sozialverhalten und Kommunikationsverhalten in sozialen Netzwerken, Foren, Chats, Singlebörsen und virtuellen Welten (z. B. das Verhalten einzelner Spieler und Internetnutzer wie beispielsweise von Trollen oder Griefern in einer Gruppe, Ursachen und Auswirkungen von Cyber-Mobbing, kollaboratives Arbeiten/Kollektive Intelligenz/Konnektivismus und einzelne Netzkultur-Phänomene usw.)
- biologische, persönliche, kulturelle und soziale Hintergründe beim Verhalten einzelner Individuen
- entwicklungspsychologische Prozesse bei der Nutzung von digitalen Angeboten (siehe auch Internetpädagogik)
- Umgang mit Informationen (Informationsmanagement) und Multimedia und die Auswirkung dieses Umgangs (z. B. die Bedeutung von und der Umgang mit Daten, freien Inhalten und Informationsfreiheit, Webvideos und Filterblasen oder kritischen Inhalten z. B. im Darknet)
- Nutzungsverhalten, Wahrnehmung, Motive und Emotionen bei einzelnen Angeboten und Diensten (z. B. Muster bei der Passwortvergabe, Kaufverhalten in Online-Shops, Empfindlichkeit für Internetwerbung, Lernverhalten, Reaktionszeit usw.) und deren Beeinflussung  z. B. durch das Anpassen der User Experience/Benutzerschnittstelle, Social Engineering oder der Gestaltung von E-Commerce-Angeboten und Online-Marketing z. B. durch E-Pricing
- die Entwicklung von Internet-Affinität (zum Beispiel beim Erstellen von user-generated content oder den Ursachen einer digitalen Kluft) und das Entwickeln von allgemeinen Kompetenzen (z. B. durch die Konditionierung in Computerspielen, E-Learning-Systemen oder Belohnungssystemen von Webseiten)
- Erkrankungen, Verhaltensauffälligkeiten und Suchtverhalten durch die Nutzung von digitalen Medien (z. B. Internetabhängigkeit, FOMO, Technostress, soziale Isolation, Eskapismus, Einsamkeit, verändertes Ess- und/oder Schlafverhalten oder Depressionen)
- die Behandlung von Erkrankungen und Verhaltensauffälligkeiten mittels digitaler Medien (E-Mental-Health, Virtuelle Rehabilitation, Internetseelsorge)
- Verhalten und Arbeiten mit dem Internet der Dinge und smarten Systemen
- Auswirkungen auf das Verhalten und die Anforderungen in der Arbeitswelt
- psychologisches Verhalten und Auswirkungen von virtueller Realität und erweiterter Realität, im Besonderen mit der Immersion
- Durchführung von Webexperimenten und Auswertungen von psychologisch relevanten Big-Data-Ergebnisse und Anwendungen von Web-Mining-Techniken für Statistiken und Analysen u. ä. im Bereich der Experimentalpsychologie
- Kriterien für Künstliche Intelligenz und Maschinelles Lernen und die psychologischen Folgen

## Geschichte
Der Begriff wurde 1973 erstmals von K. L. Norman verwendet, als die erste grafische Benutzeroberfläche im Forschungszentrum in Palo Alto vorgestellt wurde. Die Umweltpsychologie wurde von dort auf die Welt des Cyberspaces erweitert.
Mitte der 2010er-Jahre wurde Mary Aiken als Cyberpsychologin populär. Ihr Buch Cyberpsychologie (2016) wurde in verschiedenen Medien rezensiert.